# Afghanistan Football Federation
Die Afghanistan Football Federation (deutsch Afghanische Fußball-Föderation; Darī فدراسیون فوتبال افغانستان) ist der nationale Fußballverband Afghanistans. Der Verband mit Sitz in Kabul wurde im Jahr 1922 gegründet, trat 1948 dem Weltfußballverband FIFA und 1954 dem asiatischen Kontinentalverband AFC bei. Präsident der Afghanistan Football Federation ist Keramuudin Karim (Stand: September 2014). Als Mitglied der South Asian Football Federation ist der Verband zur Teilnahme an der Südasienmeisterschaft befugt; die Nationalmannschaft der Männer erreichte dort im Jahr 2011 das Finale und konnte zwei Jahre später den Titel gewinnen.